# Седамнаеста египатска династија
Седамнаеста египатска династија је династија древног Египта, која заједно са Петнаестом и Шеснаестом династијом, представља период у историји Старог Египта који је познат под називом Други прелазни период. Период владавине је између 1650. и 1550. године п. н. е., током кога је Египат, подељен у мала краљевства, био под влашћу Хикса. Седиште владара је било у Теби. Пред крај овог периода владари су повели рат против Хикса, који се завршава уједињењем Египта. Последњи краљ династије био је Камосе брат Ахмосеа, првог краља Осамнаесте династије, од које почиње период познат као Ново краљевство.